# Vlasta Štáflová
Vlasta Štáflová, rozená Košková (1. dubna 1907 Petrovice u Rakovníka – 14. února 1945 Praha-Královské Vinohrady), byla česká spisovatelka pohádek a dívčích románů, publicistka, horolezkyně a manželka Otakara Štáfla.

## Život
S manželem jezdili často na horské túry do Vysokých Tater, kde její manžel namaloval mnoho obrazů a ona sama se věnovala horolezeckým výstupům v tatranských stěnách. Byla členkou slovenského horolezeckého spolku JAMES. Na Hrubé Skále lezla za druhé světové války s Joskou Smítkou.
Od 1. dubna 1929 byli manželé Štáflovi nájemci chaty u Popradského plesa. Iniciovali vznik Symbolického cintorína u Popradského plesa pod západní stěnou Ostrvy, kde mají také od roku 1947 pamětní tabuli. Oba zahynuli 14. února 1945, kdy byl ateliér v Mánesově ulici 20 na Královských Vinohradech při leteckém útoku spojeneckých letadel zasažen bombou.
Je po ní pojmenována Vlastina stěna v lezecké oblasti Srbsko u Berouna a Věž Vlasty Štáflové v Příhrazských skalách v Českém ráji. Několik desetiletí se také udržel název skalní jehly Věž Vlasty ve Vysokých Tatrách, ale poté se autoři průvodců vrátili k pojmenování Ihla v Patrii. Pamětní deska manželům Štáflovým je také na domě čp. 20 v Mánesově ulici (tato adresa se objevila mimo jiné ve filmu Jáchyme, hoď ho do stroje!). Vlasta byla pohřbená na Olšanských hřbitovech, Otakar v rodinném hrobě v Havlíčkově Brodě.

## Dílo (výběr)
- Dana ( Děvčátko, Studentka, Skautka, Kamarádka, Samostatná )
- Deník patnáctileté
- Hore zdar!
- Kamzíček
- Kavče z Dračích skal
- Reflexy na hladině – Tatranské nálady
- Se zatajeným dechem
- Uličnice
- Zorka, tuláček
- Halo, kamaráde!

## Publicistika v časopisech
- Zora
- Krásy Slovenska
- Slovenský východ
- Vysoké Tatry

## Horolezectví
Nejvýznamnějším výstupem jejího života je cesta Štáflovka na Volí věž ve Vysokých Tatrách, kterou vylezla s Karlem Čabelkou a Ladislavem Šabatou 9. července 1935. Cesta je dodnes jedna z nejoblíbenějších v celém pohoří. Na pískovcích vylezla jako nejtěžší prvovýstup cestu Východní spára na Strubichovu věž v Hruboskalském skalním městě spolu s Vladimírem Procházkou starším 10. května 1940.

## Galerie

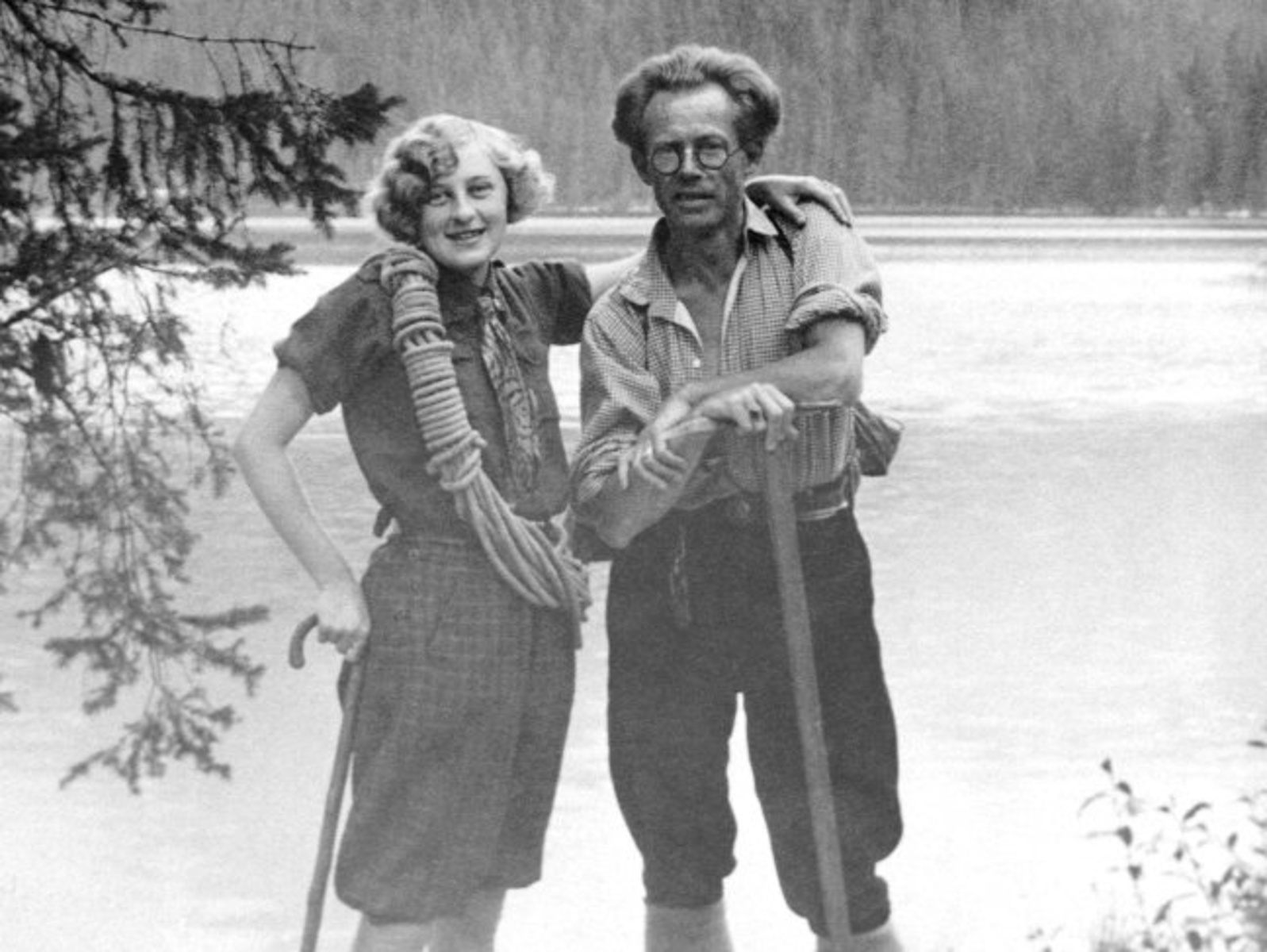
Vlasta Štáflová s manželem Otakarem Štáflem u Štrbského plesa, cca 1927
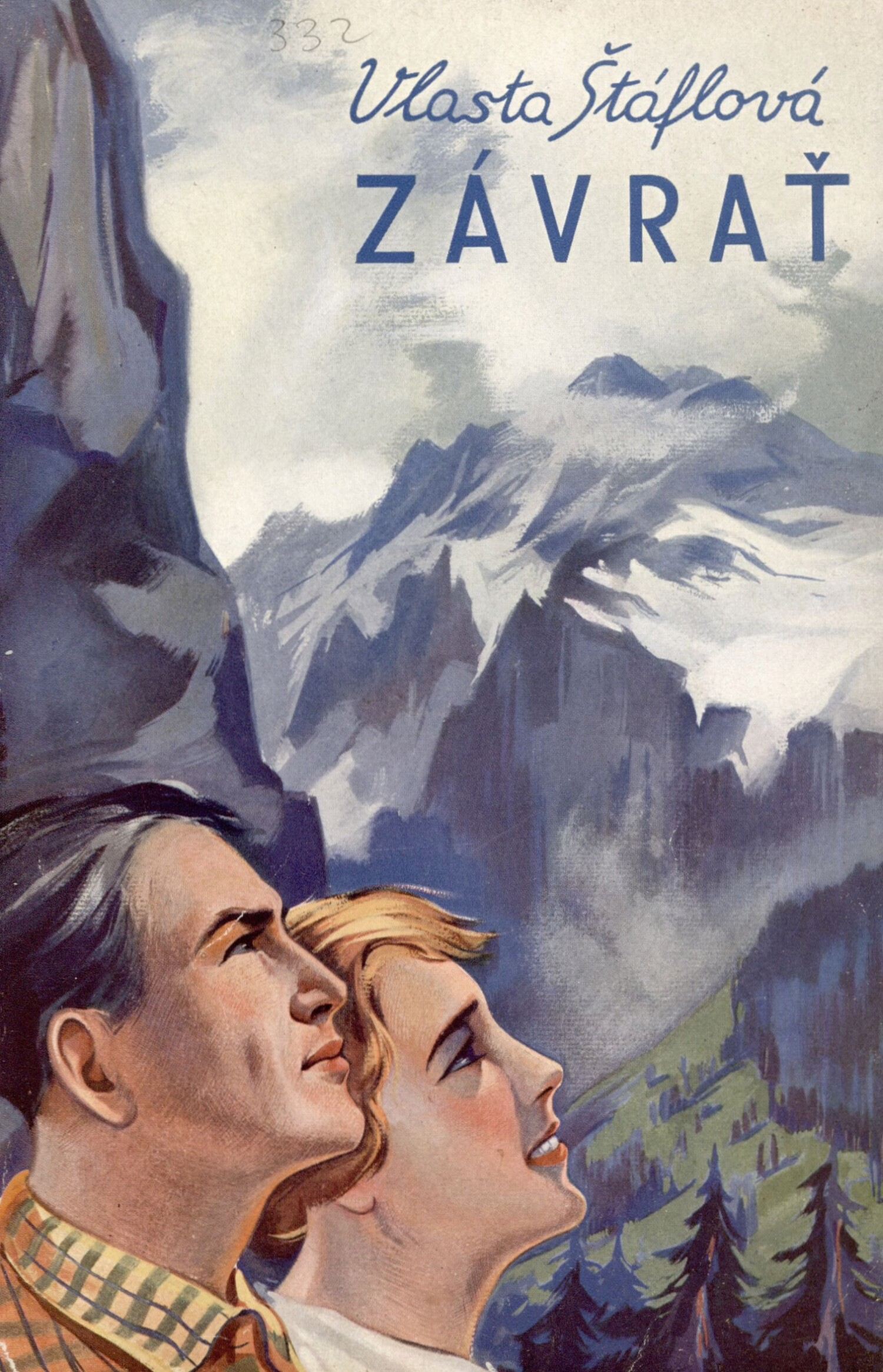
Obálka knihy Vlasty Šáflové Závrať z roku 1937
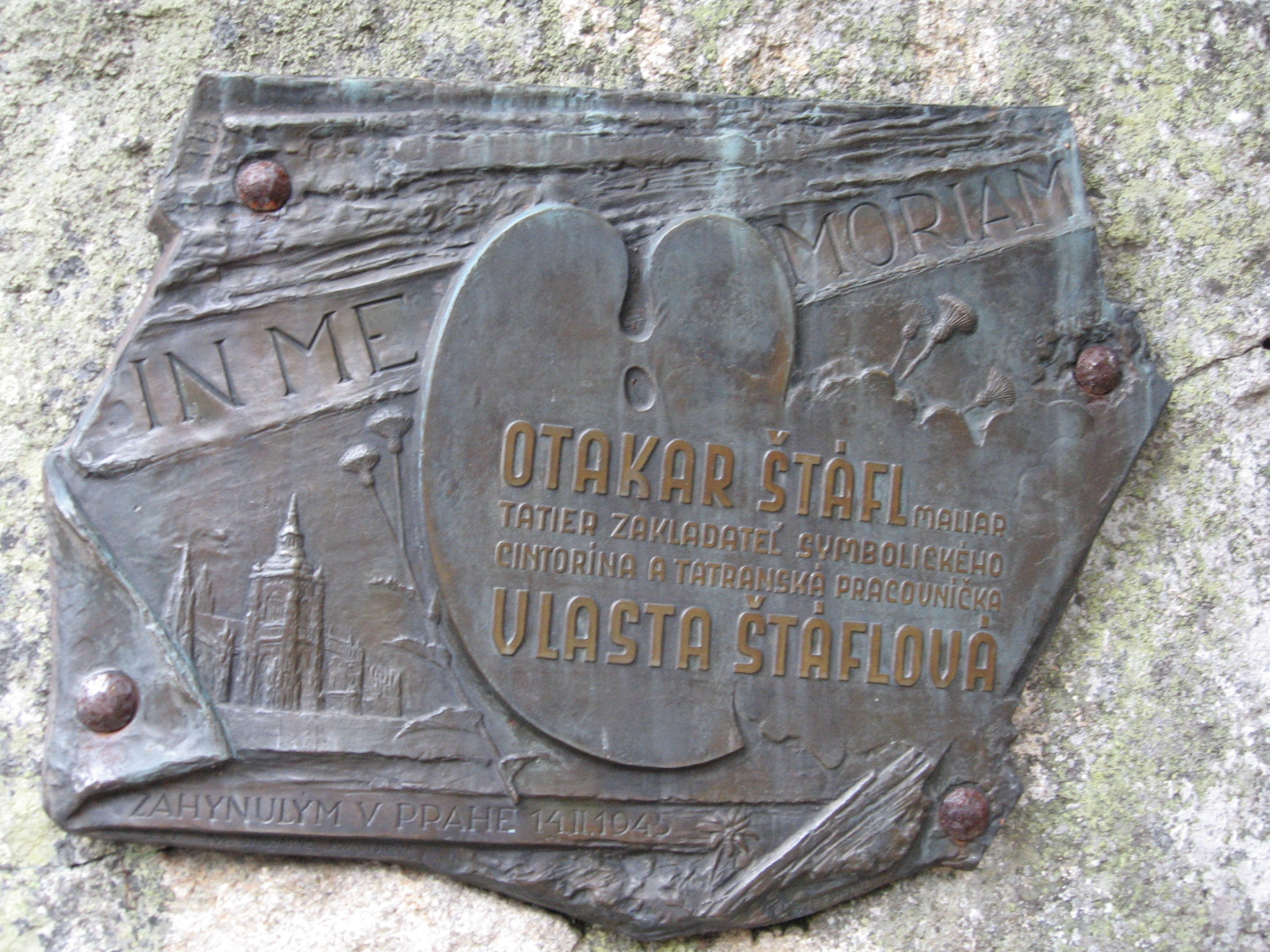
Pamětní deska na symbolickém tatranském hřbitově u Popradského plesa pod stěnou Ostrvy připomínající manžele Štáflovy
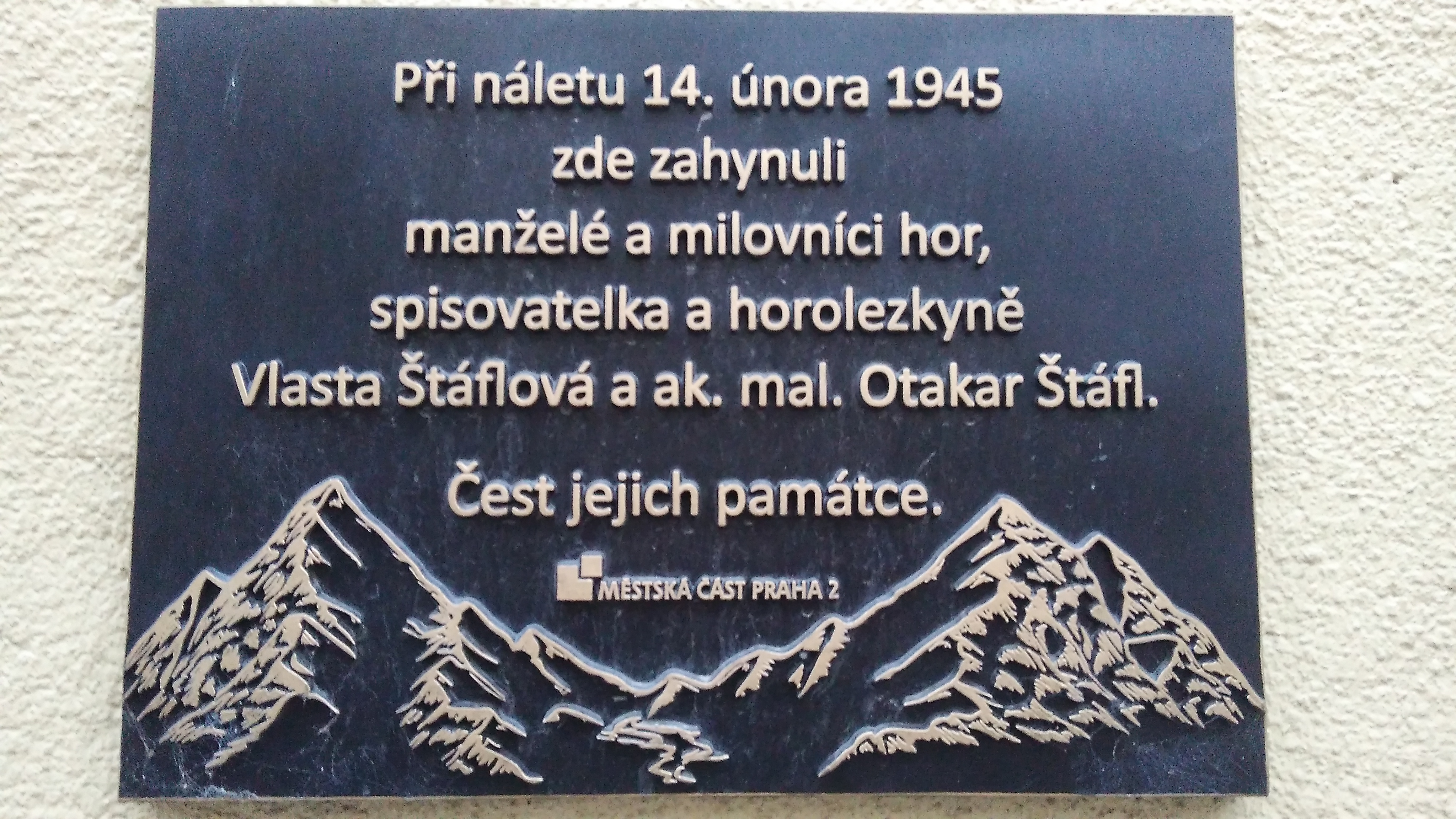
Pamětní deska manželů Vlasty a Otakara Štáflových v Praze (Mánesova 20)